# Pasquale Marigliano
Pasquale Marigliano (Nápoles, 7 de marzo de 1965) es un deportista italiano que compitió en remo.
Ganó seis medallas en el Campeonato Mundial de Remo entre los años 1984 y 1995. Participó en los Juegos Olímpicos de Seúl 1988, ocupando el quinto lugar en la prueba de cuatro sin timonel.

## Palmarés internacional
| Campeonato Mundial | Campeonato Mundial            | Campeonato Mundial | Campeonato Mundial      |
| Año                | Lugar                         | Medalla            | Prueba                  |
| ------------------ | ----------------------------- | ------------------ | ----------------------- |
| 1984               | Montreal (Canadá)             | Medalla de plata   | Ocho con timonel ligero |
| 1985               | Malinas (Bélgica)             | Medalla de plata   | Ocho con timonel        |
| 1991               | Viena (Austria)               | Medalla de oro     | Ocho con timonel ligero |
| 1993               | Račice (República Checa)      | Medalla de bronce  | Ocho con timonel ligero |
| 1994               | Indianápolis (Estados Unidos) | Medalla de bronce  | Ocho con timonel ligero |
| 1995               | Tampere (Finlandia)           | Medalla de oro     | Dos sin timonel ligero  |